# Храпай, Григорий Архипович
Григорий Архипович Храпай  (1907 — 24.06.1941) — советский военный летчик. В первые дни Великой Отечественной войны совершил первый таран по наземной цели.

## Биография
Родился в 1907 году в селе Обтово (сейчас Кролевецкий район, Сумская область).
До войны служил на Черноморском флоте, а после увольнения в запас жил и работал в Одессе. В 1934 году поступил в школу пилотов. Вместе с другими летчиками бомбардировщиков своего полка принимал участие в боях против белофиннов на Карельском перешейке. Уже тогда командование отмечало его высокое боевое мастерство.
С первых дней Великой Отечественной войны Григорий Храпай стал вести бой скоростными бомбардировщиками. Громя врага, проявлял хладнокровие, бесстрашие, мужество. Таким был и его последний полет на пятый день войны. Этот подвиг помнит бывший летчик 33-го авиаполка, офицер запаса Николай Лазуренко, который ныне проживает в Винницкой области.
«24 июня девятка советских бомбардировщиков вылетела в район севернее Бродов. У небольшой реки летчики увидели скопление немецких бронетранспортеров, танков. Очевидно, противник хотел с ходу форсировать водную преграду, но болотистые берега не позволили двигаться дальше. Работали саперы, готовились пруди. А самолеты нашей эскадрильи, приблизившись к реке, снизились и стали бомбить захватчиков. Тяжелые авиабомбы разбивали танки, поднимали фонтаны земли. Внизу — паника. Несколько танков вышли на сделанную гать, чтобы рвануть вперед.
В строю бомбардировщиков в это время загорелся самолет капитана Григория Храпая.
Что делать?
Решение созрело мгновенно: уничтожить танки, которые пытались форсировать реку. Твердой рукой отважный летчик повел горящий самолет на выбранную цель. „Погибаю за счастье народа!“ — передал по радио Храпай, когда его машина кометой падала на боевую технику врага».
Удалось установить фамилии боевых товарищей старшего лейтенанта Храпая, с которыми он совершил такой героический подвиг. Штурманом бомбардировочного экипажа был лейтенант Филатов, стрелком-радистом — старший сержант Тихомиров.

О подвиге летчика Храпая написаны стихи. Его однополчанин Курин посвятил ему такие строки:
Умирая, колонну танков
Поджег и развеял в пыль.
Кто сможет сравниться с ним? Данко?
Данко — легенда. А это — быль.